# Вишньовська сільська рада (Рубцовський район)
Вишньо́вська сільська рада (рос. Вишнёвский сельский совет) — сільське поселення у складі Рубцовського району Алтайського краю Росії.
Адміністративний центр — село Вишньовка.

## Населення
Населення — 506 осіб (2019; 572 в 2010, 694 у 2002).

## Склад
До складу сільської ради входять:
| Населений пункт                | Населення, осіб (2002) | Населення, осіб (2010) |
| ------------------------------ | ---------------------- | ---------------------- |
| VI Конгреса Комінтерна, селище | 214                    | 196                    |
| Вишньовка, село                | 480                    | 376                    |